# 16 (zespół muzyczny)
16 (-(16)-) – amerykańska grupa muzyczna grająca sludge metal. Powstała w 1991 roku w Los Angeles w stanie Kalifornia. Formacja została rozwiązana w 2004 roku z dorobkiem czterech albumów studyjnych, pozytywnie ocenianych zarówno przez krytyków muzycznych jak i publiczność. W 2007 zespół wznowił działalność w odnowionym składzie. Powrotny album zatytułowany Bridges to Burn ukazał się w 2009 roku nakładem wytwórni muzycznej Relapse Records. Firma wznowiła także dwa pierwsze albumy zespołu.

## Historia
Grupa powstała w 1991 roku w Los Angeles w stanie Kalifornia. W skład zespołu weszli: gitarzysta Bobby Ferry, wokalista Cris Jerue, basista Benji Clark oraz perkusista Jason Corley. W 1992 roku ukazał się debiutancki minialbum zespołu zatytułowany Doorprize. Nagrania na 7” płycie winylowej wydała należąca do Corleya wytwórnia Reverb Records. Z końcem roku skład opuścił Clark, którego zastąpił Mike Morris. W międzyczasie funkcję basisty pełnił także Greg Burkhart. W 1993 roku nakładem Bacteria Sour Records został wydany debiutancki album 16 pt. Curves That Kick. Wydawnictwo zostało zarejestrowane studiu Double Time w Santee w Kalifornii. Płyta dzięki firmie Bacteria Sour ukazała się także w Japonii, która rok później umożliwiła muzykom odbycie tamże trasy koncertowej.
W latach późniejszych grupa sporadycznie koncertowała. Działalność 16 została skupiona na wydawnictwach płytowych. Jeszcze w 1994 roku ukazały się splity z zespołami Grief, Fresh American Lamb oraz The American Psycho Band. Także w 1994 roku ukazała się kompilacja nagrań zespołu pt. Preoccupied. Z kolei ze składu został usunięty Corley, którego zastąpił Andy Hassler. W 1995 roku skład został rozszerzony o drugiego gitarzystę – Phila Verę. W 1996 roku ukazał się drugi album studyjny grupy pt. Drop Out. Działalność promocyjna została ograniczona jedynie do lokalnych występów, pomimo pozytywnych ocen krytyków muzycznych.
W 1997 roku ukazał się trzeci album pt. Blaze of Incompetence. Rok później muzycy odbyli trasę koncertową w USA. Wkrótce potem Hassler został usunięty ze składu. Zastąpił R.D. Davies, który pół roku później zmarł z powodu przedawkowania heroiny. Kolejnym perkusistą został Mark Sanger. Czwarty album 16 zatytułowany Zoloft Smile z wieloletnim opóźnieniem ukazał się w 2003 roku. Rok później grupa została rozwiązana. W 2007 roku zespół wznowił działalność w składzie: Jason Corley, Tony Baumeister, Bobby Ferry oraz Cris Jerue. Zreformowana grupa wzbudziła zainteresowanie wytwórni muzycznej Relapse Records z którą wkrótce podpisała kontrakt wydawniczy. W 2008 roku muzycy rozpoczęli prace nad piątym, powrotnym albumem. W styczniu 2009 roku ukazał się album zatytułowany Bridges to Burn. Po nagraniach Corleya zastąpił Mateo Pinkerton. Płyta była promowana teledyskiem do utworu „Me & My Shadow”.

## Dyskografia
- Doorprize (EP, 1992, Reverb Records)
- Curves That Kick (1993, Bacteria Sour Records)
- 16 / Grief (1994, split z Grief)
- Apollo Creed (1994, split z Fresh American Lamb, Theologian Records)
- -(16)- / The American Psycho Band (1994, split z The American Psycho Band, No Lie Records)
- Preoccupied (1994, kompilacja, Bacteria Sour Records)
- Drop Out (1996, Pessimiser Records)
- Blaze of Incompetence (1997, Pessimiser Records)
- Grief / 16 (1998, split z Grief)
- Scott Case (Out Of Print Material) (1998, kompilacja, Pessimiser Records)
- _(16)- / Treadwell (2000, split z Treadwell, Badman Records)
- Fortune and Flames (EP, 2000, MP3.com)
- Damone (2000, VHS, wydanie własne)
- Zodiac Dreaming (2001, split z Today Is The Day, Trash Art! Records)
- Zoloft Smile (2003, At a Loss Records)
- Bridges to Burn (2009, Relapse Records)
- The First Trimester (2010, kompilacja, Relapse Records)

## Teledyski
- „Balloon Knot” (2008, reżyseria: Aubrey Hussar)
- „Me and My Shadow” (2008, reżyseria: Tyson Montrucchio)